# Let's Get Happy
Chansons représentant l'Allemagne au Concours Eurovision de la chanson
I Can't Live Without Music
(2002) Can't Wait Until Tonight
(2004)
Let's Get Happy est la chanson représentant l'Allemagne au Concours Eurovision de la chanson 2003. Elle est interprétée par Lou.
La chanson est la 10e de la soirée, suivant Feeling Alive interprétée par Stelios Konstantas pour Chypre et précédant Ne Ver', Ne Boysia interprétée par t.A.T.u. pour la Russie. À la fin du concours, elle obtient 53 points et se classe 11e sur 26 participants.